# Прва битка за Таргу Фрумош
Прва битка за Таргу Фрумош (рум: Târgu Frumos) била је део Прве јаши-кишињевске офанзиве Другог светског рата где су се бориле силе Осовине под командом Ота Велера против совјетских снага које је предводио Иван Коњев. Ова битка је трајала свега три дана, од 9. априла до 12. априла. Јаши, као четврти по величини град Румуније, био је важан индустријски центар док је Кишињев био главни град Бесарабије.

## Увод
До почетка априла 1944. године, Главна команда совјетских оружаних снага је наредила да две главне јединице које су учествовале у операцијама у југозападној Украјини, учествују у монтирању стратешке офанзиве у североисточној Румунији. Иван Коњев је започео своју офанзиву према Таргу Фрумош 8. априла.

## Битка
Дана 9. априла 1944, 27. армија Коњева је победила једину дивизију, 7. пешадијску румунску дивизију, те су почели да се шире по насељу.
Видевши опасност за његово крило, Велер је брзо распоредио своје резерве. Немачки панцер корпус је стао на пут са својим шаторима источно од Јашија, док је румунска Краљевска гарда марширала да појача 7. пешадијску дивизију јужно од Таргу Фрумош. Немачка дивизија је поново окупирала Таргу Фрумош и одсекла водеће совјетске дивизије. Совјети су почели на брзину повлачење из својих изложених позиција. 
Рано ујутру 10. априла, немачка дивизија, који се састојала од око 160 тенкова, нападала је на запад дуж пута од Поду Илоаиеи до Таргу Фрумош у две колоне, где су били распоређени северно и јужно од пута. Након тешког бомбардовања, Немци су провалили у град и пронашли совјетске трупе које су се сакривале у кућама и другим објектима. Немачки потисак је одсекао неколико совјетских јединица из њихове главне снаге. У међувремену, румунска 1. гарда и 7. пешадијска дивизија су напредовале са југа, притискавши Совјете на север. Заробљен између немачког оклопа од истока и румунског пешадијског контранападу са југа, три дивизије 35. гарде су се повукле. После 2.200 сати, 48 сати након добијања своје првобитне наредбе, немачки војници су обезбедили Таргу Фрумош и регионе на западу и северу града.